# Microrregión del Alto Pantanal
La microrregión del Alto Pantanal es una de las microrregiones del estado brasilero de Mato Grosso perteneciente a la mesorregión centro-sur Mato-Grossense. Su población fue estimada en 2006 por el IBGE en 132 883 habitantes y está dividida en cuatro municipios. Posee un área total de 53 590,469 km².

## Municipios
- Barão de Melgaço
- Cáceres
- Curvelândia
- Poconé

- Datos: Q2366001